# Arkö Flyg- och sjöräddningsskola
Arkö Flyg- och sjöräddningsskola, före den 1 januari 2020 Arkö Kursgård är en kombinerad kursgård och sjöräddningsskola, tidigare också konferensanläggning, som inrättades 1979 och ägs och drivs av Sjöfartsverket. 
Kursgården ligger på Arkös sydspets i Östergötlands skärgård. Arkö kursgård ligger knappt en nautisk mil (ca 1,5 km) från Arkösunds samhälle på fastlandet. Markområdet och byggnaderna användes som lotsplats 1878-1968.

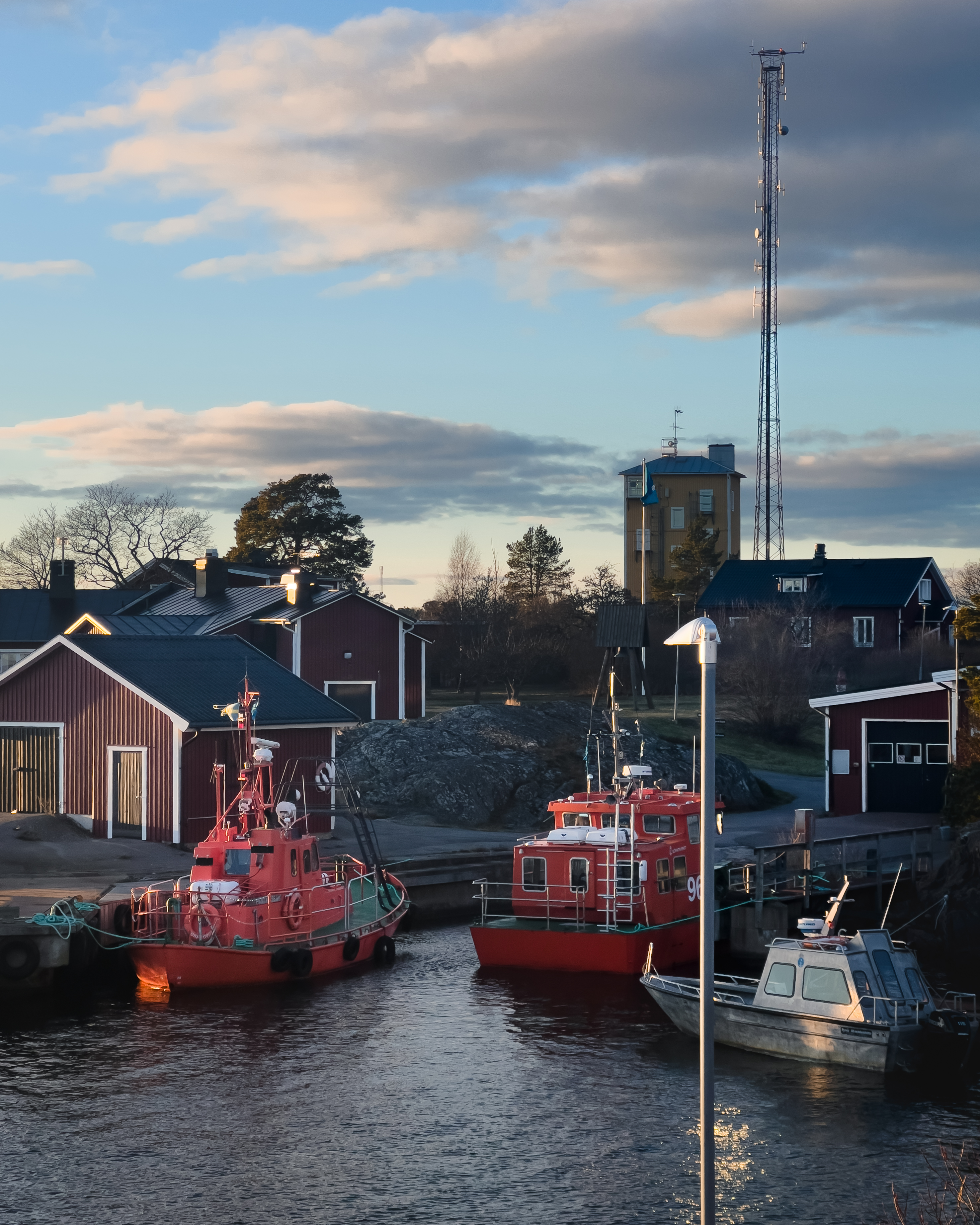
Arkö Flyg- och sjöräddningsskolas hamn.

På skolan används bland annat för övningsändamål en tidigare Stridsbåt 90E (Rescue 934, Rescue 955 eller Rescue 936).